# Rivalen am Steuer
Rivalen am Steuer ist ein deutscher Spielfilm der DEFA aus dem Jahr 1957.

## Handlung
Manfred Falk ist ein erfolgreicher und erfahrener Rennfahrer im Rennkollektiv der Eisenacher Motorenwerke. Von der schönen Manuela lässt er sich zu den Alvarez-Werken nach Südamerika abwerben. Er lässt sein Rennkollektiv und seine Freundin Inge in Eisenach zurück. Falks Erfolge bei den Amerikanern werden dort nicht anerkannt. Rennen werden manipuliert, immer wieder kommt es zu Konflikten mit dem ehrgeizigen Teammanager Roseiro und so kehrt er bald enttäuscht in seine thüringische Heimat zurück. Einem weiteren Abwerbeversuch der deutschen Phönix-Werke widersteht er und bekennt sich stattdessen zu seinem alten Rennteam, indem er seinem Teamkollegen Seering zu einem wichtigen Sieg verhilft. Und auch Inge kommt er wieder näher.

## Hintergrund

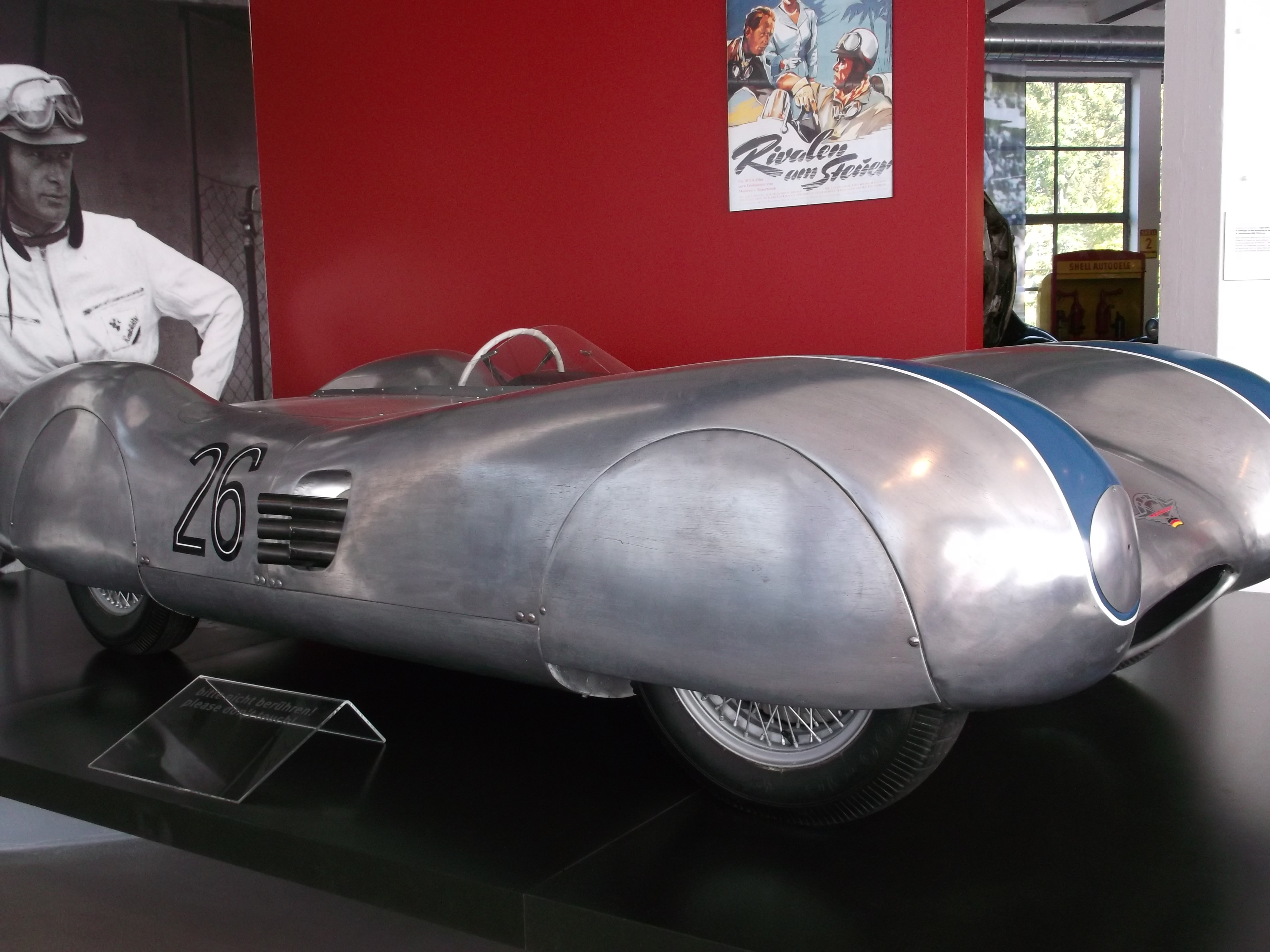
Im Film verwendeter AWE-Rennsportwagen im Museum automobile welt eisenach unter einem Rivalen-am-Steuer-Filmplakat

- Der Film basiert auf Erinnerungen des Rennfahrers Manfred von Brauchitsch.[1] Den Vertrag mit der DEFA hatte von Brauchitsch bereits im Dezember 1953 geschlossen, also ein Jahr vor seiner Flucht in die DDR.[2]
- Ursprünglich wollte Manfred von Brauchitsch, der bereits 1932 in Kampf einen Rennfahrer verkörpert hatte, die Hauptrolle selbst spielen. Er erkannte jedoch, dass seine Fähigkeiten dafür nicht ausreichten.[2]
- Das im Film dargestellte Rennkollektiv des Automobilwerkes Eisenach nahm von 1953 bis 1956 mit den EMW/AWE-Rennsportwagen erfolgreich an internationalen Automobilrennen teil. Mit der Verfilmung sollten, als realer Hintergrund um die fiktive Geschichte des Manfred Falk, die Erfolge der Eisenacher Motorenwerke (EMW) auch auf der Leinwand gezeigt werden. Die AWE-Rennsportwagen sind neben anderen Originalfahrzeugen des Kollektivs auch im Film zu sehen. Das Rennkollektiv wurde im April 1957, fast zeitgleich mit dem Kinostart des Films, aufgelöst.
- Im August 1956 kam es während der Dreharbeiten mit einem BMW 340-Sport, einem Rennwagen-Prototyp, der 1950 im Eisenacher BMW-Werk gebaut worden war, zu einem schweren Unfall. Der Produktionsleiter und zwei seiner Mitarbeiter wurden schwer verletzt, der Fahrer und Hauptdarsteller Wilhelm Koch-Hooge erlitt einen Schock. Das Fahrzeug musste verschrottet werden. Der Unfall führte zu einer Verzögerung der Dreharbeiten.[3][2]
- Für die Dreharbeiten wurde ein damals ungenutzter Autobahnabschnitt bei Staaken (heute Teil der Bundesautobahn 10) mit künstlichen Palmen und Kakteen zur südamerikanischen Rennstrecke hergerichtet. Weitere Szenen entstanden auf ostdeutschen Rennstrecken der damaligen Zeit, unter anderem auf der Autobahnrennstrecke bei Dessau.[1] Das große Finale wird auf einer fiktiven Rennstrecke am Fuße der Wartburg bei Eisenach ausgetragen.[4]
- In den Fahr- und Rennszenen wurden die Darsteller von tatsächlichen Rennfahrern gedoubelt. Im Einsatz waren bekannte ost- und westdeutsche Rennfahrer der damaligen Zeit wie Edgar Barth, Ernst Klodwig, Heinz Melkus, Arthur Rosenhammer, Paul Thiel, Egon Binner und Hans-Friedrich Höftmann.[1]
- Der Film kam am 26. April 1957 in die Kinos der DDR. Er erreichte etwa drei Millionen Zuschauer, wurde aber bereits nach kurzer Zeit aus den Lichtspielhäusern genommen und verschwand schließlich in den Archiven der DEFA, weil die Staatsführung der DDR befürchtete, dass die Darstellung der südamerikanischen Schauplätze mit Palmen und Kakteen geeignet sein könnte, das Fernweh der Kinobesucher zu wecken.[4][1] Außerdem war dem Stolz auf den DDR-Rennsport, den der Film vermitteln sollte, nach Auflösung des Rennkollektiv des Automobilwerkes Eisenach die Grundlage entzogen.[2]
- Der im Vorspann genannte Rennfahrer und Fachberater Arthur Rosenhammer verließ im August 1959 die DDR. Daraufhin wurde sein Name aus dem Vorspann entfernt.[2]
- 2008 erschien der Film im Vertrieb von Icestorm Entertainment auf DVD. Diese enthält als Bonusmaterial die Dokumentation Jagd um Sekunden aus dem Jahr 1953.[4]
- Zum Film erschien 1957 ein Roman von Günter Hofé im Mitteldeutschen Verlag, Halle (Saale).

## Rezeption
„Die DEFA hat in den letzten Jahren wieder hervorragende antiimperialistische, antimilitaristische und antifaschistische Filme geschaffen […] Im Gegensatz dazu blieben aber die sogenannten ‚gesellschaftskritischen‘ Filme oder die Filme, die ‚hinter die Kulissen des westlichen Wirtschaftswunders‘ leuchten sollten (Millionen der Yvette, Rivalen am Steuer, Spielbankaffäre und Die Schönste), völlig in der Unverbindlichkeit stecken oder dienten sogar einer Verniedlichung und Lobpreisung kapitalistischer Verhältnisse mit weitgehender Volksgemeinschaftsideologie.“

„Künstlerisch schwache Unterhaltung ohne Atmosphäre und Spannung.“

„Der Reiz von Rivalen am Steuer sind die reifenquietschenden, motorheulenden, echten Rennszenen, die dokumentarisch eingeblendet werden.“